# Magnum (gelato)

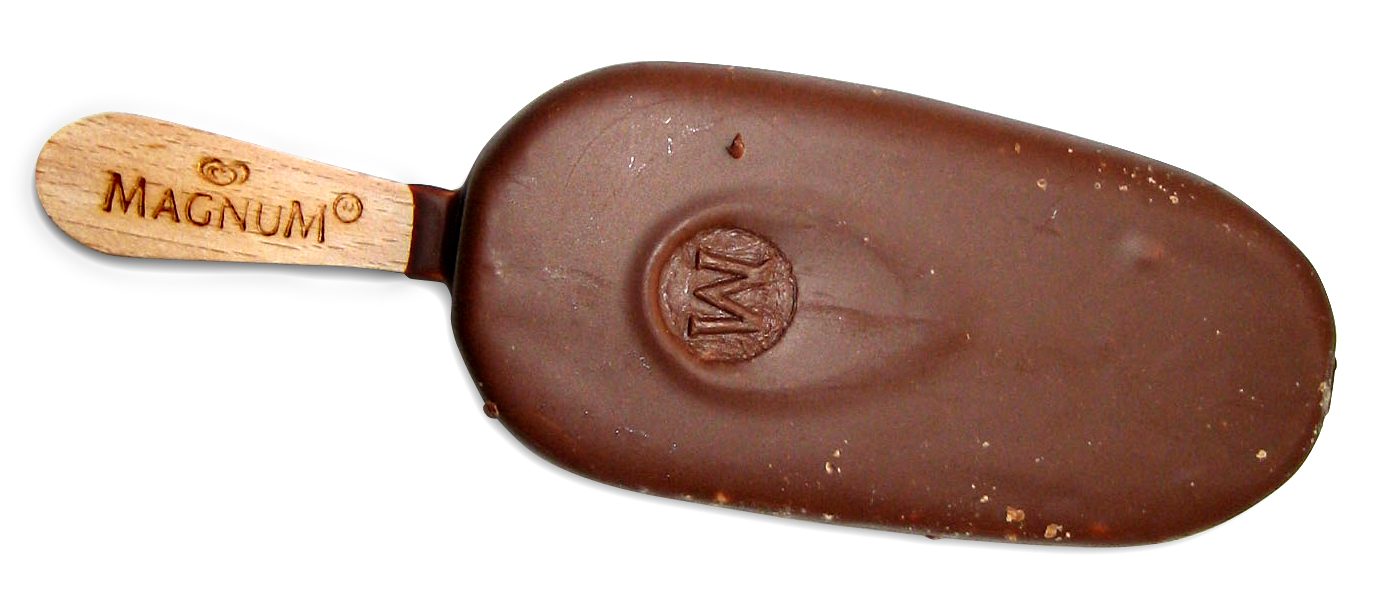
Magnum Classic

Magnum (Magic in Grecia) è una linea di gelati ricoperti tra le più vendute al mondo, di proprietà della società olandese-britannica Unilever e distribuiti sotto il marchio globale Heartbrand (in Italia, Algida).

## Storia
Il Magnum nasce nel 1989, da una collaborazione fra l'azienda danese Frisko e la cioccolateria belga Callebaut. L'idea era quella di produrre un gelato alla vaniglia ricoperto da uno strato di cioccolato al latte più spesso dei concorrenti ma in grado di scendere a temperature molto basse (-40 °C) senza incrinarsi. Il prodotto fu realizzato nei laboratori Ola di Baasrode; il lancio fu effettuato sul mercato tedesco e nel 1992, era presente nella maggior parte dei paesi europei; nello stesso anno l'azienda crea la prima variante, con le mandorle. Nel 1994 nasce la versione cono, mentre nel 2002 esce la linea gelato con biscotto. Nel 2010 è stato introdotto sul mercato statunitense.

## Prodotto
Sotto il nome Magnum vengono distribuiti una serie di prodotti caratterizzati dalla presenza di gelato e cioccolato. Il primo prodotto con questo nome è stato il Magnum (definito dal 1992 "Classico" o "Original" per distinguerlo dalle varianti): un gelato alla vaniglia su stecco ricoperto con cioccolato al latte. Il nome Magnum in latino significa "grande", e ciò nei primi anni si riferiva alla maggiore grandezza del prodotto (circa 86 g) rispetto agli altri stecchi sul mercato; nel corso degli anni la dimensione si è via via ridotta fino a circa 70 grammi negli anni 2020.

### Varianti
Nel tempo Magnum ha lanciato svariati prodotti, diversi a volte da paese a paese; alcuni di questi sono stati soppressi dopo più o meno tempo, altri, soprattutto i primi, sussistono tutt'oggi. Esiste una linea di creme spalmabili al cacao, sempre prodotta dalla Unilever, e per una di barrette di cioccolato ripiene di gusti differenti - come caramello, cioccolato, peperoncino - con il nome Magnum Infinity (tra l'altro usato nel 2012 per due gelati)
- 1989 - Magnum Classic gelato al latte ricoperto di cioccolato al latte
- 1992 - Magnum Almond gelato al latte ricoperto di cioccolato al latte con granella di mandorle
- 1993 - Magnum Chocolate gelato al cioccolato ricoperto di cioccolato al latte
- 1993 - Magnum White gelato al latte ricoperto di cioccolato bianco
- 1994 - Magnum Caffè gelato al caffè con ricoperto di cioccolato al latte
- 1995 - Magnum Nocciole gelato alle nocciole e cacao ricoperto di cioccolato al latte
- 1998 - Magnum Ego  gelato alla panna e frutti di bosco ricoperto di cioccolato con scaglie di mandorle e amaretti
- 1999 - Magnum Double Caramel gelato al caramello ricoperto di due strati di cioccolato frammezzati da uno strato di caramello
- 2000 - Magnum Double Chocolate gelato al cioccolato ricoperto di due strati di cioccolato frammezzati da uno strato di crema al cioccolato
- 2001 - Magnum Caramel & nuts barra al caramello e nocciole
- 2002 - Magnum Sandwich mezzo ricoperto al cioccolato, mezzo biscotto
- 2003 - Magnum Sette Peccati Capitali vari gusti in edizione limitata
- 2004 - Magnum Intense (Coppetta) gelato alla vaniglia con cuore al cioccolato (solo al supermercato)
- 2005 - Magnum 5 Sensi, vari gusti in edizione limitata
- 2006 - Magnum Essence, barretta al cioccolato e vaniglia
- 2007 - Magnum Ecuador Dark, gelato al cioccolato ricoperto di cioccolato fondente
- 2007 - Magnum Colombia Aroma gelato al caffè variegato al cioccolato ricoperto di cioccolato al latte con pezzetti di caffè
- 2007 - Magnum Temptation, gelato alla vaniglia con mandorle e caramello; successivamente rinominato Magnum Temptation Caramel & Almond è stato venduto dal 2007 esclusivamente in Italia, mentre nelle altre nazioni viene introdotto solo dal 2008 in poi.
- 2008 - Magnum Temptation Chocolate gelato alla vaniglia con cioccolato bianco, al latte e brownies ricoperto di cioccolato fondente
- 2009 - Magnum Temptation Fruit gelato alla vaniglia variegato all'amarena e pezzi di mirtilli rossi ricoperti di cioccolato fondente
- 2010 - Magnum Gold?! gelato ai baccelli di vaniglia con caramello salato ricoperto di cioccolato dorato
- 2010 - Magnum Pistacchio (solo al supermercato) gelato al gusto di pistacchio ricoperto di croccante cioccolato al latte, farcito di pistacchio
- 2011 - Magnum Pistacchio (anche al bar) gelato al gusto di pistacchio ricoperto di croccante cioccolato al latte, farcito di pistacchio
- 2011 - Magnum Temptation Vaniglia-Nocciola gelato alla vaniglia ricoperto al cioccolato al latte con variegatura alla nocciola e bon bon ripieni di salsa alla cannella
- 2011 - Magnum Temptation Vaniglia-Arancia gelato alla vaniglia ricoperto di cioccolato fondente con variegatura all'arancia e bon bon ripieni allo zenzero
- 2011 - Magnum White Chocolate & Nuts barretta di gelato alla vaniglia con cuore di cioccolato ricoperto di cioccolato bianco con mandorle e croccantini di cereali
- 2011 - Magnum Ghana Nocciola gelato alla nocciola variegato alla nocciola ricoperto di cioccolato al latte
- 2011 - Magnum Ecuador (solo al supermercato) gelato alla vaniglia variegato al cioccolato fondente ricoperto di cioccolato fondente
- 2012 - Magnum Yoghurt Fresh gelato yogurt variegato al lampone, ricoperto di cioccolato al latte
- 2012 - Magnum Menta gelato alla menta ricoperto di cioccolato fondente e pezzetti di zucchero caramellato
- 2012 - Magnum Infinity Chocolate gelato al cioccolato variegato al cioccolato, ricoperto di cioccolato fondente e pezzi di cioccolato. Il nome Magnum Infinity, utilizzato per la gamma di gelati del 2012, era stato precedentemente usato per una linea di barrette al cioccolato negli anni 2000, aventi proprio la forma esterna di un simbolo dell'infinito.
- 2012 - Magnum Temptation Fruits & Bon Bon versione "aggiornata" del Temptation Fruit del 2009, adesso con bon bon ripieni di salsa al mirtillo
- 2013 - Magnum 5 kisses vari gusti in edizione limitata
- 2013 - Magnum Chocolate and Vanilla (barattolo) gelato alla vaniglia e cioccolato con pezzetti di cioccolato. Solo al supermercato
- 2013 - Magnum Chocolate (barattolo) gelato al cioccolato con pezzetti di cioccolato. Solo al supermercato
- 2013 - Magnum Chocolate and Hazelnut (barattolo) gelato alla nocciola e cioccolato con pezzetti di cioccolato e nocciola. Solo al supermercato
- 2013 - Magnum Chocolate and Raspberry (barattolo) gelato al cioccolato con pezzetti di cioccolato e cuore al lampone. Solo al supermercato
- 2013 - Magnum Infinity Chocolate and Caramel gelato al cioccolato con salsa al caramello, ricoperto di cioccolato fondente e semi di cacao. Solo al supermercato
- 2013 - Magnum Strawberry & White gelato alla fragola con salsa alla fragola e ricoperto di cioccolato bianco. Solo al supermercato
- 2014 - Magnum 25th Anniversary gelato alla vaniglia con variegatura al Marc de Champagne, ricoperto di cioccolato al latte e glassa argentata
- 2014 - Magnum Frac gelato alla panna ricoperto di cioccolato fondente
- 2014 - Magnum Chocolate & Vanilla (pot) versione più piccola del barattolo venduto al supermercato
- 2014 - Magnum Triple Chocolate (barattolo) gelato al cioccolato al latte, con cioccolato bianco e cuore di salsa al cioccolato fondente. Solo al supermercato
- 2014 - Magnum Dolce & Gabbana gelato alla vaniglia, ricoperto di cioccolato bianco, all'interno pepite di cioccolato fondente e granella di pistacchio
- 2015 - Magnum Pink gelato al lampone variegato al lampone, ricoperto di cioccolato al latte e glassa rosa
- 2015 - Magnum Black gelato alla panna variegato al caffè, ricoperto di cioccolato fondente
- 2015 - Magnum Almond White gelato alla vaniglia ricoperto da cioccolato bianco con mandorle
- 2016 - Magnum Double Peanut Butter  gelato al burro di arachide con salsa agli arachidi e cioccolato al latte ricoperto di cioccolato arachidi
- 2017 - Magnum Intense Dark gelato al cioccolato fondente ricoperto da cioccolato fondente
- 2017 - Magnum Double Raspberry gelato al lampone con crema al lampone tra due strati di cioccolato al latte
- 2018 - Magnum Praliné & Nocciola gelato alla nocciola ricoperta di cioccolato al latte con granella di nocciole caramellate
- 2019 - Magnum White Chocolate and Cokiees gelato allo yogurt variegato al cioccolato ricoperto di cioccolato bianco e granella di biscotto
- 2019 - Magnum Brownie gelato al brownie ricoperto di cioccolato al latte con granella di anacardi
- 2020 - Magnum Ruby gelato alla vaniglia variegato al cioccolato ruby ricoperto di cioccolato ruby
- 2021 - Magnum X Dante vari gusti in edizione limitata
- 2022 - Magnum Michelangelo un gusto in edizione limitata
- 2023 - Magnum Double Sunlover gelato al cocco variegato al mango e frutto della passione con salsa al mango e frutto della passione ricoperto di cioccolato bianco con scaglie di cocco
- 2023 - Magnum Double Starchaser gelato al popcorn variegato al caramello con salsa al caramello ricoperto di cioccolato al latte con pezzetti di mais caramellati
- 2023 - Magnum Nocciola Remix gelato alla nocciola variegato alla vaniglia ricoperto metà con cioccolato al latte e metà con cioccolato bianco con pezzetti di nocciole caramellate
- 2024 - Magnum Euphoria gelato al limone con cuore al sorbetto al lampone ricoperto di cioccolato bianco con scaglie di frutti rossi e pezzi di caramelle scoppiettanti
- 2024 - Magnum Wonder gelato al caramello mou con cuore al gelato al dattero e mou ricoperto di cioccolato bianco al caramello con granella di mandorle caramellate
- 2024 - Magnum Chill gelato al biscotto alla vaniglia con cuore al sorbetto al mirtillo ricoperto di cioccolato fondente con pezzetti di biscotto al cioccolato
- 2025 - Magnum Utopia Double Nocciola gelato alla nocciola, mandorla e pistacchio, con salsa di nocciola ricoperto di cioccolato bianco con granella di nocciola
- 2025 - Magnum Utopia Double Amarena gelato alla ciliegia e frutti di bosco con salsa alla ciliegia ricoperto di cioccolato fondente con pezzi di ciliegia
- 2025 - Magnum Menta gelato alla menta ricoperto di cioccolato fondente con granella

## Serie limitate
La marca Magnum, nella prima metà degli anni 2000, nel 2013 e nel 2021, ha visto il lancio di quattro edizioni limitate, immesse sul mercato come "test" sui consumatori e sui loro gusti.

### "7 peccati di Magnum"
Nel 2003 l'Algida commercializza in tiratura limitata, dal mese di aprile a quello di ottobre, una serie di sette gelati diversi ispirati ai sette peccati capitali (Lussuria, Pigrizia, Gola, Invidia, Avarizia, Vanità, Vendetta); da qui il titolo della serie di prodotti: i "7 peccati di Magnum". Ogni gruppo di gelati, dopo i due mesi di commercializzazione, non viene più consegnato ai punti vendita, lasciando spazio ai successivi gusti.
La serie dei 7 Peccati, prima di essere immessa sul mercato europeo nel 2003, era stata lanciata già nel 2002 in Australia con gusti ed un packaging differenti dalla versione del vecchio continente.
- aprile 2003 - Magnum Lussuria: gelato alla vaniglia, copertura alla fragola.
- maggio 2003 - Magnum Pigrizia: gelato alla vaniglia, variegatura al caramello, copertura al cioccolato al latte con granella di arachidi.
- giugno 2003 - Magnum Gola: gelato al cacao, doppia copertura al cioccolato al latte e al cioccolato bianco.[7 peccati 1]
- luglio 2003 - Magnum Invidia: gelato al pistacchio, copertura al cioccolato al latte con granella di pistacchi.[7 peccati 2]
- agosto 2003 - Magnum Avarizia: gelato al tiramisù, variegatura al caffè, copertura al cioccolato al latte con granella di nocciole, amaretti, meringhe e cialde.
- settembre 2003 - Magnum Vanità: gelato alla vaniglia, variegatura alla crema "Marc de Champagne", copertura al cioccolato bianco con palline di zucchero argentate.
- ottobre 2003 - Magnum Vendetta: gelato alla vaniglia, variegatura ai frutti di bosco, copertura al cioccolato fondente.

1. ↑  Il Magnum Gola è stato venduto anche nel 2004, avendo raggiunto ottime vendite nell'anno precedente. Inoltre insieme al Magnum Avarizia è stato disponibile anche nel 2005 solo al supermercato
2. ↑  Il Magnum Invidia è stato commercializzato in Francia anche negli anni successivi, mentre in Italia è disponibile dal 2010 nei supermercati, e dal 2011 al 2013 nei bar con il nome di Magnum Pistacchio

### "5 sensi"
Nel 2005, viene venduta una nuova serie speciale di Magnum, dedicati ai cinque sensi del corpo umano. A differenza della precedente serie limitata, i gelati non vengono soppressi con l'arrivo dei nuovi gusti; al contrario, questi si aggiungono ai precedenti.
La serie dei 5 Sensi, ridotta al nome generico di Sentidos (sensi, in spagnolo), verrà commercializzata l'anno successivo in Sud America, comprendendo tre gelati - e non cinque come in Europa - con gusti però differenti da quelli selezionati per il mercato europeo.
- da aprile 2005 - Magnum Aroma (gelato alla vaniglia, copertura al cioccolato al latte con chicchi di caffè) e Magnum Touch (gelato alla nocciola, copertura al cioccolato al latte con granella di nocciola).[5 sensi 1]
- da giugno 2005 - Magnum Sound (gelato al cocco, variegatura al cacao, copertura al cioccolato fondente con cristalli di zucchero).[5 sensi 2]
- da agosto 2005 - Magnum Vision (gelato alla fragola, variegatura alla fragola, copertura al cioccolato bianco) e Magnum Taste (gelato alla vaniglia, variegatura al dulce de leche, copertura al cioccolato al latte).[5 sensi 3][5 sensi 4]

1. ↑  La vendita del Magnum Touch è proseguita per altri anni in paesi come Spagna, Francia, Svezia, e Germania come Magnum Golden Hazelnut, mentre dal 2012 è venduto in alcuni paesi dell'Asia sotto il neo-lanciato marchio Magnum, dei Selecta e Wall's (nome dei marchi Heartbrand in quelle zone)
2. ↑  Il Magnum Sound è stato commercializzato anche nell'anno seguente la messa in vendita dei 5 sensi in Italia, e nei due anni successivi in Francia, avendo riscosso molto successo, utilizzando il nome Magnum Dark Coconut
3. ↑  Il Magnum Vision, è venduto Europa con il nome di Magnum Strawberry & White, e dal 2013 in Italia ma solo nella confezione multipack
4. ↑  Il Magnum Taste è venduto in Brasile con il nome di Magnum Doce de Leite (dal nome dello sciroppo al caramello contenuto nel gelato)

### "5 kisses"
Nell'estate 2013, esattamente dieci anni dopo la messa in vendita della prima edizione limitata, Algida introduce i Magnum 5 Kisses, cinque gelati dedicati alla pasticceria francese. Come per i Magnum 5 Sensi, i gelati, una volta introdotti, rimangono in vendita per tutta l'estate.
I 5 Kisses vengono venduti, sempre in tiratura limitata, anche in Australia, da dicembre 2013.
- da aprile 2013 - Magnum First Kiss (ispirato alla crème brûlée: gelato alla crema, variegatura al caramello con pezzi di zucchero caramellato, copertura al cioccolato al latte) e Magnum Loving Kiss (ispirato alla meringa e ai frutti rossi: gelato alla vaniglia, variegatura ai frutti rossi con mirtilli rossi e meringhe ricoperte di cioccolato bianco, copertura al cioccolato al latte).
- Da giugno 2013 - Magnum Passionate Kiss (ispirato al tiramisù: gelato al mascarpone, variegatura al caffè con pezzi di cioccolato fondente e savoiardi al caffè, copertura al cioccolato al latte) e Magnum Flirty Kiss (ispirato alla torta al cioccolato: gelato al cioccolato, variegatura al cacao con pezzi di brownie al cioccolato, copertura al cioccolato al latte).
- da agosto 2013 - Magnum Stolen Kiss (ispirato alla torta di mele: gelato alla vaniglia, variegatura alla mela con pezzi di biscotti alla noce moscata, copertura al cioccolato bianco alla cannella).

Nel 2014 in alcuni Paesi europei come Austria, Danimarca, Svezia, continua la messa in vendita di First Kiss o - a seconda del Paese - Loving Kiss, essendo stati tra i più venduti nell'anno precedente. in Italia, invece, la vendita viene prolungata per Loving Kiss ma solo in confezione multipla al supermercato.

### "Magnum X Dante"
Nel 2021, in occasione del 700º anniversario della morte di Dante Alighieri, viene lanciata una nuova edizione limitata che comprende tre gelati, ognuno ispirato a ciascuna delle tre cantiche della Divina Commedia (Inferno, Purgatorio, Paradiso). Ogni gelato è stato commercializzato soltanto nei mesi indicati e non è stato più disponibile al termine del periodo previsto.
- marzo/aprile 2021 - Magnum Inferno: gelato al carbone vegetale, variegatura al lampone, copertura al cioccolato extra fondente con pezzetti di zucchero salato. (Del salato fondente, dolce amore, / mi prese quel piacer sì forte / che come vedi sapor ha di lampone).
- maggio/giugno 2021 - Magnum Purgatorio: gelato al biscotto, variegatura al gelato alle noci pecan, guarnitura al caramello salato, copertura al cioccolato bianco con caramello e pezzetti di biscotti. (Sovra candido vel di cioccolato / caramello doppio, dorato manto / ricolmo di gelato biscottato).
- luglio/agosto 2021 - Magnum Paradiso: gelato al pistacchio, doppia copertura al cioccolato ruby e cioccolato bianco. (Di cacao rosa disio ribelle / bianco e pistacchio mio anelare. / Sapor che move il sole e l'altre stelle).

Inoltre per celebrare l'anniversario, in partnership con le Scuderie del Quirinale, è stata commissionata un'opera al pittore italiano Roberto Ferri dal titolo Il Bacio di Dante e Beatrice, un'opera che suggella la sublimazione di un bacio mai avvenuto e con la scelta da parte del pittore dell'attore e modello italiano Edoardo Sferrella come riferimento per la figura del Sommo Poeta; il dipinto è stato esposto presso Palazzo Firenze di Roma.

### "Magnum Michelangelo"
A partire da Aprile 2022, è stato introdotto un nuovo gelato in edizione limitata ispirato all'opera d'arte di Michelangelo. La particolarità di questa edizione è che i diversi componenti del gelato sono stati scelti tramite un sondaggio sulla relativa pagina Instagram: i follower avevano la possibilità di votare il gusto del nuovo gelato (cocco e cioccolato o pistacchio e amarena), la sua copertura (cioccolato bianco o cioccolato ruby) e il "tocco finale" (scorza d'arancia o cristalli di lampone), per creare un prodotto unico. I risultati del sondaggio hanno portato alla creazione di: 
- Magnum Michelangelo - Piacere Universale: gelato al cocco, variegatura al cacao, copertura al cioccolato bianco con granella di zucchero al lampone.

Lo slogan (Cocco e cacao, i colori. Il cioccolato bianco, la tela. I cristalli di lampone, il colpo di genio.) e la campagna pubblicitaria svolta soprattutto sul social network Instagram ricalcano quanto già messo in atto con la distribuzione della precedente edizione limitata.

## Distribuzione
Il Magnum viene distribuito nel mondo attraverso le aziende locali incluse nel marchio globale Heartbrand. Negli Stati Uniti esiste come marca a sé stante, non connessa con alcun'altra marca di gelati, se non con la Unilever; il logo Magnum, tuttavia, reca comunque il simbolo dell'Heartbrand, riconducibile alla ditta americana Good Humor, appartenente alla Unilever. In Grecia e Romania viene distribuito col nome Magic essendo Magnum un marchio registrato dalla Nestlé. Nel 2015 è stato il marchio di gelati più venduto al mondo. Dal punto di vista della promozione, la linea Magnum ha sempre puntato sulla sensualità, introducendo il binomio Magnum = bellezza, fisicità, tentazione; non ultima, la scelta della testimonial Eva Longoria per la linea Magnum Temptation e per il Magnum Mayan Mystica negli anni 2007 e 2008. Nel 2010 il logo Magnum ha recato - esclusivamente nelle pubblicità e sul cartello dell'Algida - il sottotitolo "World's Pleasure Authority" ovvero "Autorità Mondiale del Piacere". Tale sottotitolo è poi scomparso negli anni successivi.

## Certificazioni
Dal 2011 Magnum comincia a produrre alcuni dei propri prodotti con cioccolato certificato Rainforest Alliance, come per il Magnum Ghana e il Magnum Ecuador; è nel 2012 che tutti i prodotti - esclusi il Bomboniera e il Sandwich, certificati dal 2013 - si fregiano di questa certificazione.